# Brenda Castillo

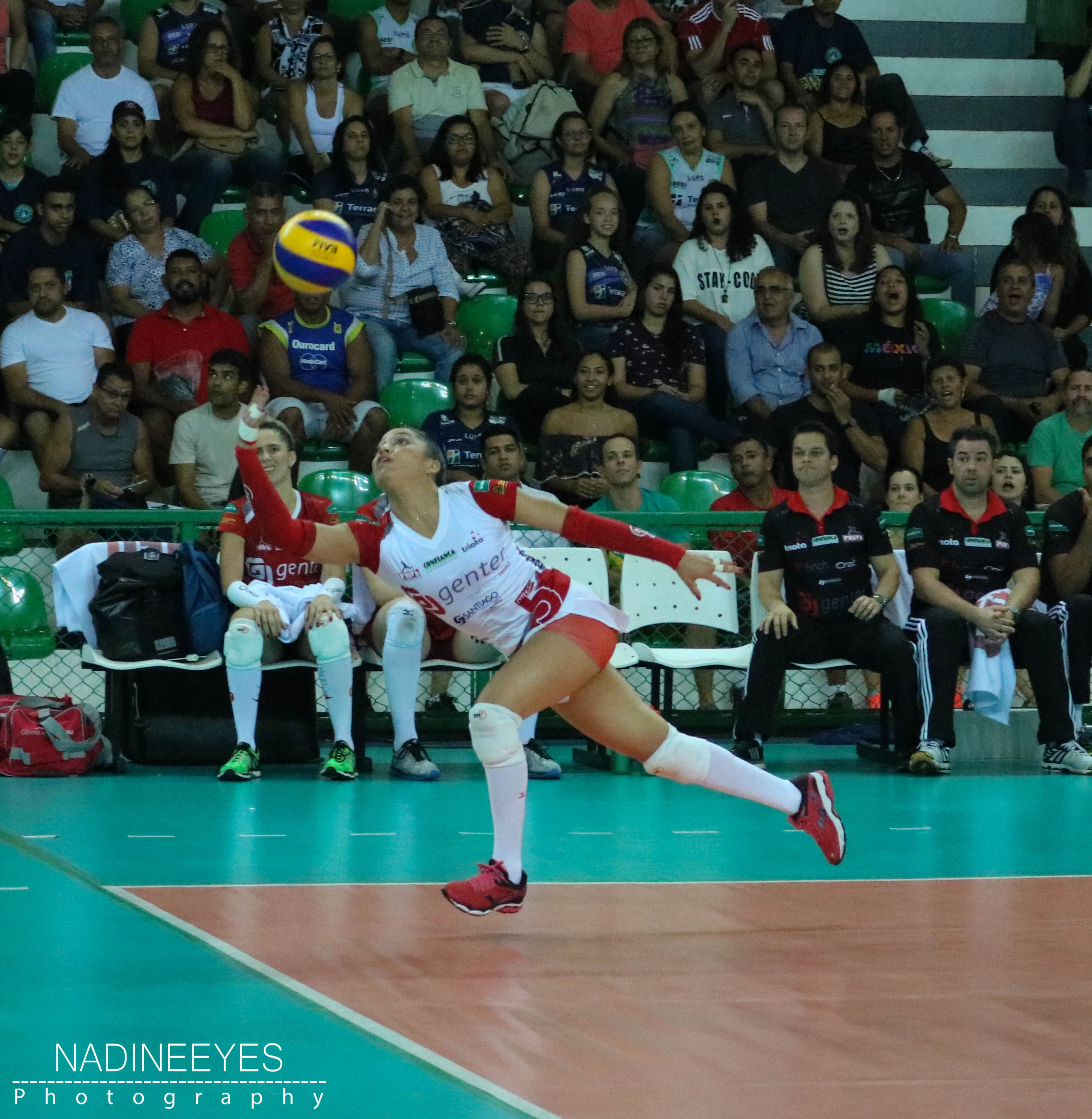
Brenda Castillo podczas obrony piłki w drużynie Vôlei Bauru w sezonie 2016/2017

Brenda Castillo (ur. 5 czerwca 1992 w San Cristóbal) – dominikańska siatkarka, reprezentantka kraju, grająca na pozycji libero.
W 2013 została wykluczona z gry w kadrze na jeden rok. Decyzję podjął Dominikański Związek Piłki Siatkowej na czele z Ramonem Alexisem Garcíą. Powodem miało być nieodpowiednie zachowanie siatkarki szkodzące dobru drużyny i sztabowi trenerskiemu.

## Sukcesy klubowe
| Osiągnięcie                | Trofeum       | Sezon/Rok                                 |
| Liga dominikańska          | srebro        | 2007/2008                                 |
| Liga portorykańska         | złoto         | 2010/2011                                 |
| Klubowe Mistrzostwa Świata | srebro        | 2012                                      |
| Liga Mistrzyń              | srebro · brąz | 2012/2013, 2023/2024, 2024/2025 2013/2014 |
| Liga azerska               | złoto · brąz  | 2012/2013, 2013/2014, 2014/2015 2015/2016 |
| Puchar Challenge           |               | 2021/2022                                 |
| Puchar CEV                 |               | 2022/2023                                 |

## Sukcesy reprezentacyjne
| Osiągnięcie                                                  | Trofeum               | Rok                                                                  |
| Puchar Panamerykański                                        | złoto · srebro · brąz | 2008, 2010, 2014, 2016, 2021, 2022 2009, 2011, 2015, 2017, 2018 2007 |
| Mistrzostwa Ameryki Północnej, Środkowej i Karaibów Juniorek | srebro                | 2008, 2010                                                           |
| Final Four Cup                                               | złoto · srebro · brąz | 2010 2008 2009                                                       |
| Mistrzostwa Ameryki Północnej, Środkowej i Karaibów          | złoto · srebro        | 2009, 2023 2011, 2013, 2015                                          |
| Mistrzostwa Świata Juniorek                                  | srebro                | 2009                                                                 |
| Igrzyska Panamerykańskie                                     | złoto · brąz          | 2019, 2023 2015                                                      |

## Sukcesy indywidualne
- 2008 - MVP juniorskich mistrzostw NORCECA
- 2008 - najlepsza libero juniorskich mistrzostw NORCECA
- 2008 - najlepsza przyjmująca juniorskich mistrzostw NORCECA
- 2008 - najlepiej broniąca juniorskich mistrzostw NORCECA
- 2008 - wschodząca gwiazda podczas Pucharu Panamerykańskiego
- 2008 - wschodząca gwiazda podczas Final Four Cup
- 2008 - najlepsza libero dominikańskiej ligi
- 2008 - najlepsza przyjmująca dominikańskiej ligi
- 2008 - najlepiej broniąca dominikańskiej ligi
- 2008 - najlepiej broniąca dominikańskiej ligi
- 2009 - wschodząca gwiazda podczas Pucharu Panamerykańskiego
- 2009 - MVP Mistrzostw Świata juniorek
- 2009 - najlepsza libero Mistrzostw Świata juniorek
- 2009 - najlepsza przyjmująca Mistrzostw Świata juniorek
- 2009 - najlepiej broniąca Mistrzostw Świata juniorek
- 2009 - najlepsza libero Final Four Cup
- 2009 - najlepsza przyjmująca Final Four Cup
- 2009 - najlepiej broniąca Final Four Cup
- 2009 - najlepsza libero mistrzostw NORCECA
- 2009 - najlepsza przyjmująca mistrzostw NORCECA
- 2009 - najlepiej broniąca mistrzostw NORCECA
- 2010 - MVP grupy H w kwalifikacjach do Mistrzostw Świata
- 2010 - najlepsza libero grupy H w kwalifikacjach do Mistrzostw Świata
- 2010 - najlepsza przyjmująca grupy H w kwalifikacjach do Mistrzostw Świata
- 2010 - najlepiej broniąca grupy H w kwalifikacjach do Mistrzostw Świata
- 2010 - sportowiec roku Dominikany
- 2010 - najlepsza siatkarka Dominikany
- 2010 - najlepsza libero Pucharu Panamerykańskiego
- 2010 - najlepsza przyjmująca Pucharu Panamerykańskiego
- 2010 - najlepiej broniąca Pucharu Panamerykańskiego
- 2010 - najlepsza libero juniorskich mistrzostw NORCECA
- 2010 - najlepsza przyjmująca juniorskich mistrzostw NORCECA
- 2010 - najlepiej broniąca juniorskich mistrzostw NORCECA
- 2010 - najlepsza broniąca i libero Final Four Cup
- 2010 - najlepsza libero Klubowych Mistrzostw Świata
- 2011 - najlepsza libero ligi portorykańskiej
- 2011 - najlepiej broniąca ligi portorykańskiej
- 2011 - najlepsza broniąca i libero Pucharu Panamerykańskiego
- 2011 - najlepiej broniąca Mistrzostw Świata juniorek
- 2013 - najlepsza libero Mistrzostw Azerbejdżanu
- 2014 - najlepsza libero Ligi Mistrzyń
- 2015 - najlepsza broniąca i libero Mistrzostw Azerbejdżanu
- 2015 - najlepsza libero Pucharu Świata
- 2016 - najlepsza libero Światowego Turnieju Kwalifikacyjnego Igrzysk Olimpijskich 2016
- 2017 - najlepsza broniąca Pucharu Panamerykańskiego
- 2023 - MVP, najlepsza libero i broniąca Mistrzostw NORCECA

## Wyróżnienia
- Najlepsza siatkarka roku 2012 na Dominikanie